# NGC 2954
NGC 2954 é uma galáxia elíptica (E) localizada na direcção da constelação de Leo. Possui uma declinação de +14° 55' 21" e uma ascensão recta de 9 horas, 40 minutos e 24,0 segundos.
A galáxia NGC 2954 foi descoberta em 18 de Março de 1836 por John Herschel.